# Ulpívání (buddhismus)
Ulpívání (upádána v pálí i v sanskrtu) je buddhistický termín označující zesílenou chronickou formu žádostivosti. Někdy se také překládá jako uchopování. Ulpívání tvoří devátý článek řetězu podmíněného vznikání. Má čtyři podoby:
1. Lpění na smyslových požitcích - tj. na čemkoliv, co vyvolává smyslovou touhu a vášeň.
2. Lpění na chybných názorech - např. na názoru, že dobré ani špatné činy nemají žádné následky.
3. Lpění na pouhých pravidlech a rituálech - ulpívání na názoru, že Očištění lze dosáhnout pouhým dodržováním pravidel a rituálů.
4. Lpění na víře v existenci „já“ - tj. na víře, že „já“ je identické s některou z pěti složek (tělesnost, vědomí, vnímání, cítění a mentální formace), nebo že je v nich „já“ obsaženo, nebo že „já“ existuje mimo ně, nebo že „já“ je jejich vlastník.

Toto tradiční dělení podle některých není zcela uspokojivé.